# كيلباسا

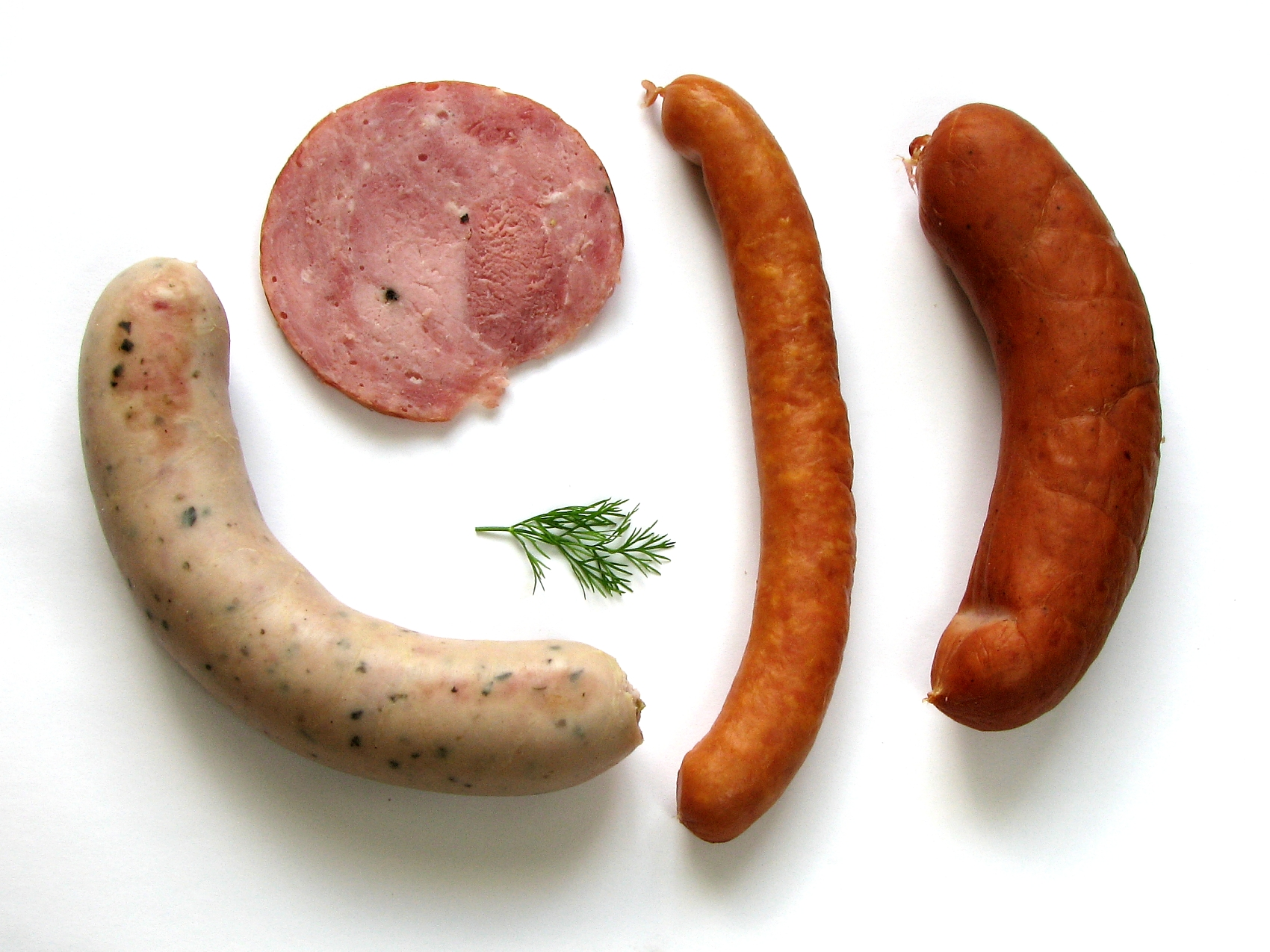
ثلاث أنواع من الكيلباسا في بولندا (من اليسار): بيالا كيلباسا (النقانق البيضاء)، والكابانوس الرفيعة (كابانوسي بالبولندية)، وكيلباسا فييسكا (النقانق الريفية).

الكيلباسا هي نوع من النقانق التي نشأت في بولندا وأوكرانيا الحديثة.

## الأنواع والاختلافات حسب المكان

### بولندا
إن النقانق من الأطعمة الرئيسية في المطبخ البولندي ولها العديد من الأنواع؛ فمنها المُدخن ومنها الطازج، ومنها ما يُصنع من لحم الخنزير، وغيرها من لحم البقر، أو لحم الحبش، أو الضأن، أو الدجاج، أو العجل. لكل منطقة طبقها الخاص من الكيلباسا.
توجد العديد من وصفات صنع الكيلباسا في المنزل وللاحتفال بالأعياد حيث أن الكيلباسا يُصنع في المنازل في المناطق الريفية. كما أن الكيلباسا من أكثر الأطعمة التقليدية التي تُقدم في الأفراح البولندية.

### أوكرانيا
للكيلباسا اسم آخر في أوكرانيا وهو «كوفباسا» وهو اسم عام يُستخدم للإشارة إلى العديد من أنواع النقانق.

### الولايات المتحدة
تتوفر الكيلباسا في الولايات المتحدة، ويُشار إليها بالنقانق البولندية في بعض المناطق، في الكثير من متاجر البقالة وأسواق السلع الخاصة المستوردة. يكثر بيع الكيلباسا المُدخنة ولكن عادة ما يُمكن العثور على الكيلباسا غير المعالجة خاصة في المناطق التي تقطنها جاليات بولندية كبيرة.

### كندا
تتوفر الأنواع البولندية والأوكرانية التقليدية وغيرها في كندا في المتاجر، والأنواع المميزة يُمكن العثور عليها في متاجر الأطعمة الخاصة. 